# Laminicoccus pandanicola
Laminicoccus pandanicola är en insektsart som först beskrevs av Takahashi 1939.  Laminicoccus pandanicola ingår i släktet Laminicoccus och familjen ullsköldlöss. Inga underarter finns listade i Catalogue of Life.